# Schneidlerska villan

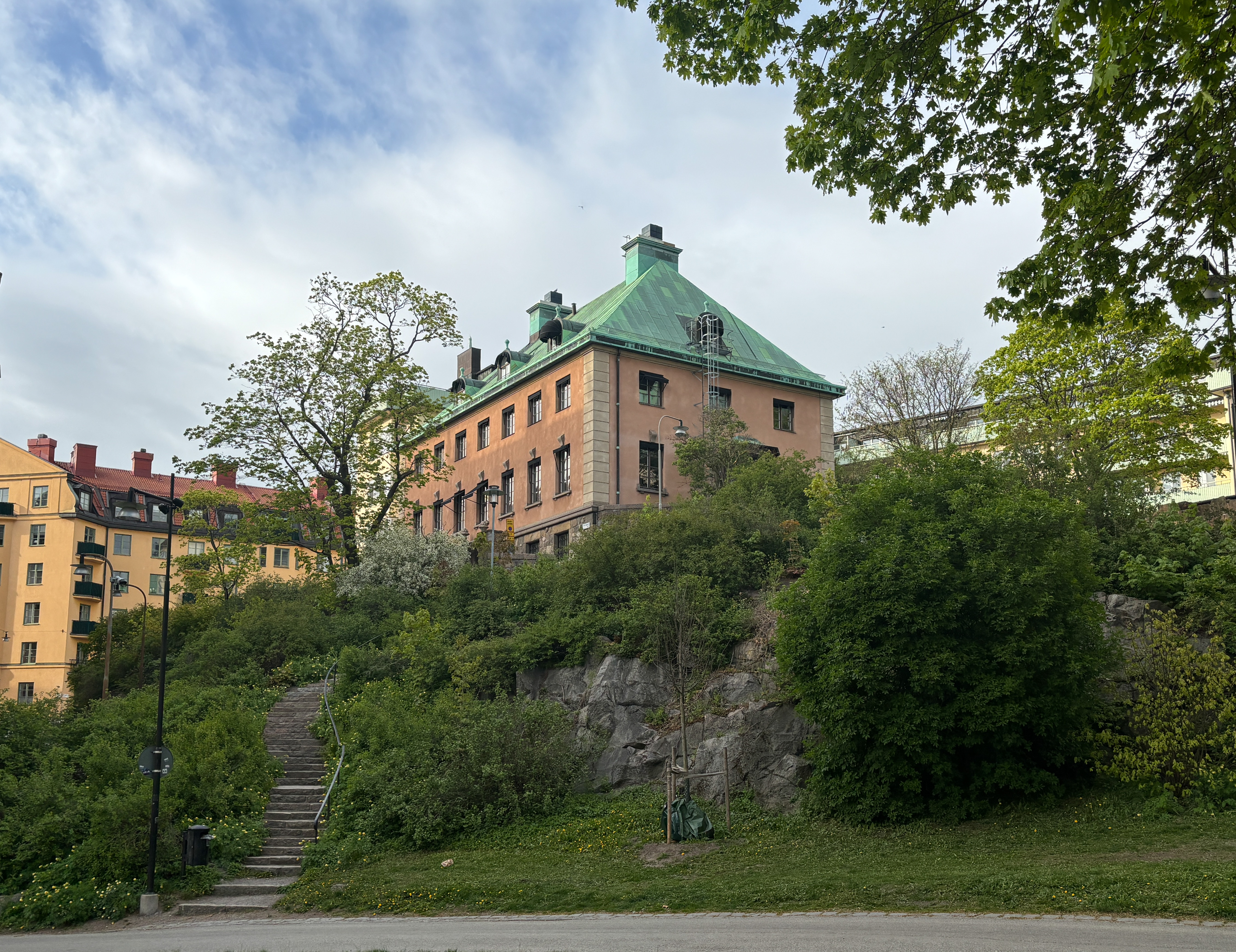
Schneidlerska villan

Schneidlerska villan en byggnad på Eriksbergsgatan 27 i det informella området Eriksberg i stadsdelen Östermalm i Stockholm. Fastigheten är grönmärkt av Stadsmuseet vilket innebär ”att den representerar ett högt kulturhistoriskt värde och är särskilt värdefull från historisk, kulturhistorisk, miljömässig eller konstnärlig synpunkt”.

## Byggnadsbeskrivning

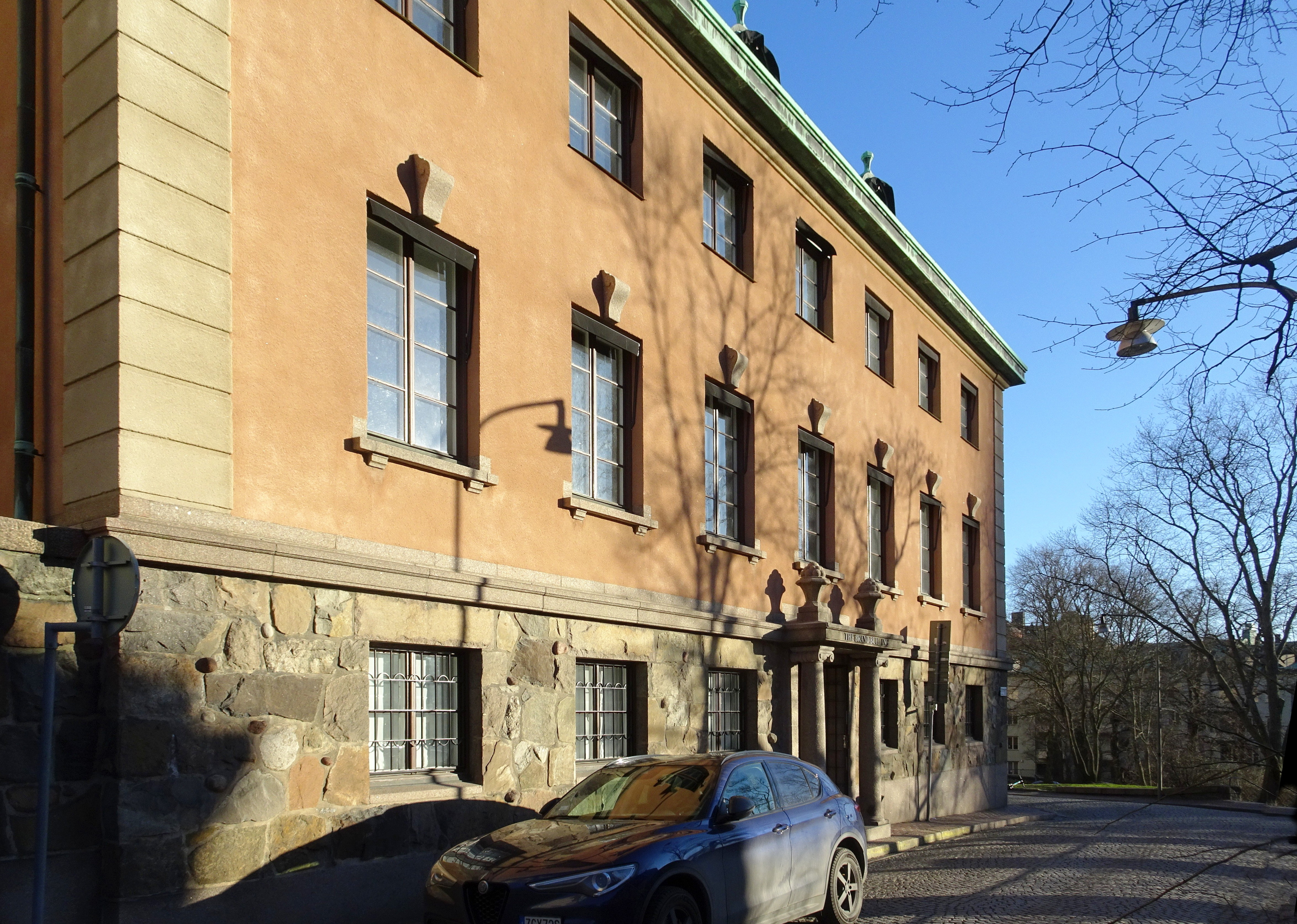
Fasaden mot Eriksbergsgatan.

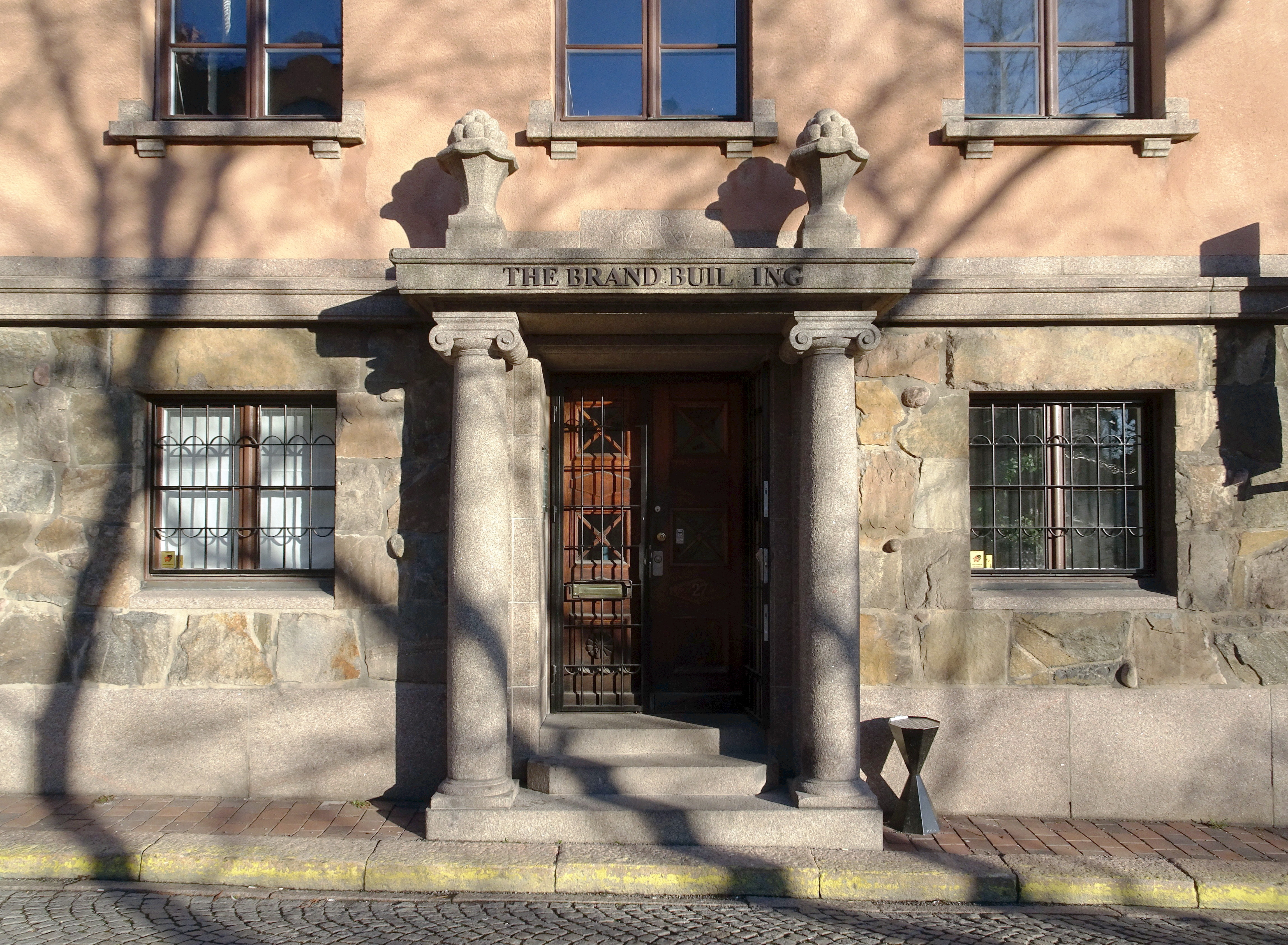
Villans portal.

Villan som ligger strax norr om Timmermansordens monumentala ordenshus uppfördes ursprungligen 1922-1925 som enfamiljshus åt grosshandlaren Edvard Schneidler (död 1931). Schneidler var medlem i orden och anhöll 1921 hos denna att mot en årlig ersättning på 800 kr få arrendera den 531 kvadratmeter stora tomten och därpå uppföra en patriciervilla. I avtalet stadgades att huset efter Schneidlers och hans makas död skulle tillfalla orden.
Huset ritades av John Bagger, som vid samma tid genomfört en större ombyggnad av Schneidlers bokbinderi på Malmskillnadsgatan. Stilen med det valmade taket och den höga stensockeln knyter an till det närliggande ordenshuset. Fasaden putsades och försågs med hörkedjor och burspråk, medan porten flankerades av kolonner. Enligt originalritningarna innehöll källarvåningen en liten portvaktslägenhet om ett rum och kök. Här rymdes även vin- och matkällare, tvättstuga, magelrum och torkrum. En trappa ledde upp till den stora hallen i husets bottenvåning. Här låg även sällskaprummen och köket. Ovanför dessa fanns sov och arbetsrummen samt bibliotek. Sedan 1947 är byggnaden delvis kontoriserad.